# Internationales Museum der Reformation

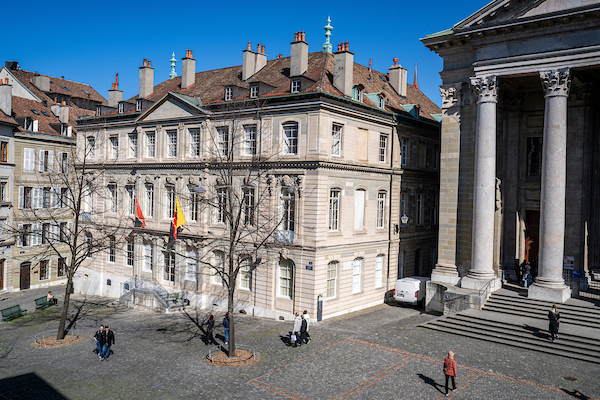
Haus Mallet mit Eingang zum Museum

 Das Internationale Museum der Reformation (kurz IMR, französisch Musée international de la Réforme) ist ein schweizerisches Museum in der Altstadt von Genf. Es zeigt die Geschichte der Reformation in 9 thematisch angeordneten Ausstellungsräumen, die auf einer Fläche von 450 m² im „Haus Mallet“ verteilt sind.
Gestützt auf Archivdokumente und eine Gemäldesammlung soll das Museum dem Besucher eine detaillierte Chronik der Reformation bieten, von ihren Ursprüngen bis in die heutige Zeit. Im Wesentlichen besteht die Sammlung aus Manuskripten, Radierungen, Karikaturen, Bibeln und alten Büchern. Ein besonders wertvolles Ausstellungsstück ist eine französische Bibel, die im Jahr 1535 gedruckt wurde.

## Geschichte

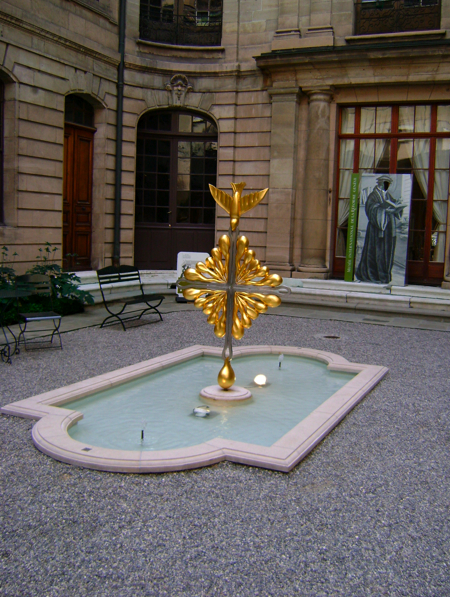
Innenhof des Hauses Mallet

Das am 15. April 2005 eröffnete Internationale Museum der Reformation, dessen Konzept vom Genfer Pfarrer Max Dominicé zu Beginn der 1960er Jahre entworfen wurde, wurde unter der Projektleitung von Olivier Fatio im „Haus Mallet“ verwirklicht. Dieses Patrizierhaus wurde im Jahr 1723 von dem französischen Bankier Mallet erbaut, der als Flüchtling nach Genf gekommen war. Es befindet sich an dem Ort, wo früher der Kreuzgang der Chorherren der Kathedrale St. Peter von Genf stand. Dort nahmen die Genfer am 21. Mai 1536 die Reformation an. Direktorin ist die evangelische Theologin Isabelle Graesslé.

## Museumsgestaltung

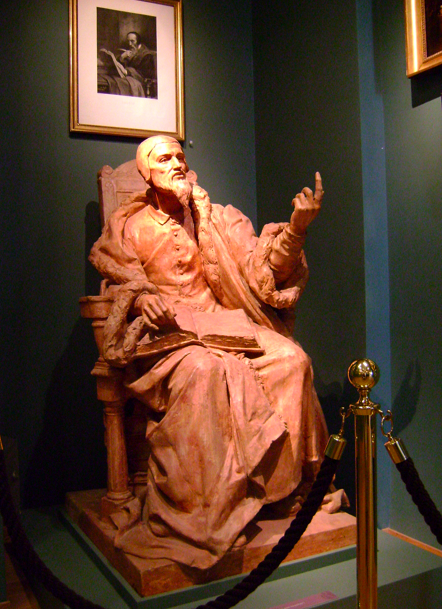
Statue von Jean Calvin

Das Museum zeigt die Geschichte der Reformation, die vom Protest des Deutschen Martin Luther 1517 ausging und von Johannes Calvin in Genf 1536 übernommen wurde. Es gibt diesen Geschichtsabschnitt dabei nicht nur unter religiösen Gesichtspunkten wieder, sondern zeigt auch die kulturellen und sozialen Aspekte, deren Auswirkungen noch spürbar sind. Den Besuchern werden die wichtigsten Ereignisse vorgestellt, welche die Grundlagen für die unterschiedlichen noch heute bestehenden kalvinistischen religiösen Bewegungen darstellen.
Den wissenschaftlichen Inhalt betreute Professor Olivier Fatio, der Museumsgründer. Die Elemente, die den Katholizismus betreffen, wurden teilweise überzeichnet (vor allem die Frage des Ablasses); die kalvinistische Doktrin hingegen, wie etwa die doppelte Prädestination, wird affirmativ dargestellt. Die Museumsgestaltung verwendet auch audiovisuelle Technik zur Darstellung der verschiedenen Themen.
Das Internationale Museum der Reformation zählt mehr als 25.000 Besucher pro Jahr. Es bietet auch Möglichkeiten für Gespräche zum Verständnis der Frage der Religiosität in unseren Tagen sowie zum Dialog zwischen unterschiedlichen religiösen Konfessionen oder Traditionen.

## Thematik und Sammlungen
Die Bibel ist eines der Themen, die dargestellt werden; in einem Raum mit dem gleichen Namen befinden sich alte Manuskripte, die „polemische Auseinandersetzung“ mit Originalkarikaturen, „Genf von Calvin“ mit handschriftlichen Notizen und vielen Büchern, das „Theologische Bankett“ und seine Bilder von grossen Theologen, sowie die „Widerrufung des Edikts von Nantes“ mit den Radierungen der Wüste und des Refugiums. Die Malerei des 19. Jahrhunderts ist ebenfalls vertreten mit Werken wie das Porträt Calvins von Albert Anker oder jenes vom Tode Calvins von Joseph Hornung.
Die ausgestellten Gegenstände und Dokumente stammen aus verschiedenen Quellen, darunter sind die Calvin-Bibliothek, die Bibliothek von Genf, die Protestantische Kirche von Genf und zahlreiche private Spender. Jean Paul Barbier-Müller leistete einen wichtigen Beitrag durch die Gabe einer Serie von wertvollen geschichtlichen Büchern und polemischen Schriften über die Religionskriege des 16. Jahrhunderts. Seine Gabe schliesst die komplette Serie der zeitgenössischen „Politischen Reden“ des Poeten Pierre de Ronsard ein, sowie handschriftliche Originalbriefe von Führern der Religionskriege wie Catherine von Medici, Karl IX., Heinrich III., Heinrich IV., Michel de L’Hospital usw. Ein bisher unveröffentlichter Brief von Johannes Calvin aus dem Jahr 1545 ist ebenfalls Teil dieser Sammlung.
Musik als die von der Genfer Reformation bevorzugte Kunst wird ebenfalls dargeboten: in einem Raum können Hugenottenpsalmen, lutherische Choräle und Gesänge der reformierten Kirchen aus Übersee gehört werden.

## Museumspreis 2007 des Europarates
Im April 2007 erhielt das Internationale Museum der Reformation den Museumspreis des Europarates. Diese Auszeichnung wird seit 1977 jedes Jahr einer Institution verliehen, die einen beachtenswerten Beitrag zum Wissen um das europäische kulturelle Erbgut leistet. Dieser Preis, der zu einem besseren Verständnis der reichen Vielfalt der europäischen Kultur ermutigen soll, wird aufgrund von Empfehlungen des europäischen Museumsforums durch die Kommission Kultur, Wissenschaft und Erziehung des Europaparlamentes vergeben und ist mit 5000 Euro dotiert.
Das IMR wurde damit ausgezeichnet für die „Qualität seiner Publikationen über die Geschichte der Reformation, sowie für die treffende Nutzung eines hoch stehenden symbolischen Ortes, nämlich des Mallet-Hauses, einem Gebäude aus dem 18. Jahrhundert, wo die Reformation 1536 angenommen wurde“. Durch den Preis wird ein Jahr lang eine Bronzestatue Die Frau mit dem schönen Busen von Joan Miró zur Verfügung gestellt. Die Zeremonie der Preisübergabe fand im April 2007 im Rohan-Palast in Straßburg anlässlich der Frühjahrssession des Europäischen Parlamentes statt.

## Das Calvin-Jubiläum
Aus Anlass des 500. Geburtstages von Johannes Calvin bot das Internationale Museum der Reformation von Ostern bis Ende Oktober 2009 verschiedene Veranstaltungen an. Das Hauptereignis war eine Ausstellung Ein Tag im Leben von Calvin, die es den Besuchern ermöglichen sollte, den Tagesablauf von Calvin realitätsnah – ähnlich einem Dokumentarfilm – zu verfolgen. Diese zeitlich beschränkte Ausstellung fand vom 24. April bis 31. Oktober 2009 im Museumshof und im Saal der Pfarrergesellschaft im Erdgeschoss statt.
In acht Pavillons (2 m × 2 m) wurde das Leben Calvins während eines Tages gezeigt: von seinem Erwachen um 04.00 Uhr bis zu seiner Schlafenszeit um 21.00 Uhr, über den Gottesdienst in Sankt Peter, eine Sitzung des Konsistoriums oder eine entscheidende Unterredung zwischen Michel Servet und dem Reformator. In jedem Pavillon konnten die Stimmen von Calvin, seinen Freunde und seiner Gegner sowie der Stadtlärm gehört werden. Neben dem Leben der Menschen war so auch das tägliche Leben in jener Zeit zu entdecken. Man sah Calvin dreidimensional, erregt, sprechend, in der familiären zeitgenössischen Umgebung. Auch einige Radierungen, Gegenstände und Bücher des 16. Jahrhunderts waren ausgestellt.

## Finanzen
Das Museum verfügt über ein Haushaltsvolumen von 4,1 Millionen Schweizer Franken, die Mittel kommen von privaten Geldgebern ebenso wie von lokalen Behörden.